# Baikaldonderpadden
Baikaldonderpadden (Comephoridae) zijn een familie van straalvinnige vissen uit de orde van Schorpioenvisachtigen (Scorpaeniformes).

## Geslacht
- Comephorus Lacepède, 1800